# آرکائیم (شرکت هواپیمایی)
آرکائیم (شرکت هواپیمایی) (به انگلیسی: Arkaim (airline)) یک شرکت هواپیمایی است که در تاریخ ۲۰۱۰ میلادی تأسیس شده است.
دفتر مرکزی آرکائیم (شرکت هواپیمایی) در اوفا، باشقیرستان، روسیه واقع شده‌است.